# La Vall de Laguar
La Vall de Laguar (em valenciano e oficialmente) ou Vall de Laguart (em castelhano) é um município da Espanha na província de Alicante, Comunidade Valenciana. Tem 22,96 km² de área e em 2021 tinha 843 habitantes (densidade: 36,7 hab./km²).

## Demografia
| Variação demográfica do município entre 1991 e 2004 | Variação demográfica do município entre 1991 e 2004 | Variação demográfica do município entre 1991 e 2004 | Variação demográfica do município entre 1991 e 2004 |
| --------------------------------------------------- | --------------------------------------------------- | --------------------------------------------------- | --------------------------------------------------- |
| 1991                                                | 1996                                                | 2001                                                | 2004                                                |
| 988                                                 | 918                                                 | 870                                                 | 894                                                 |